# Friedrich Alexander Gontard

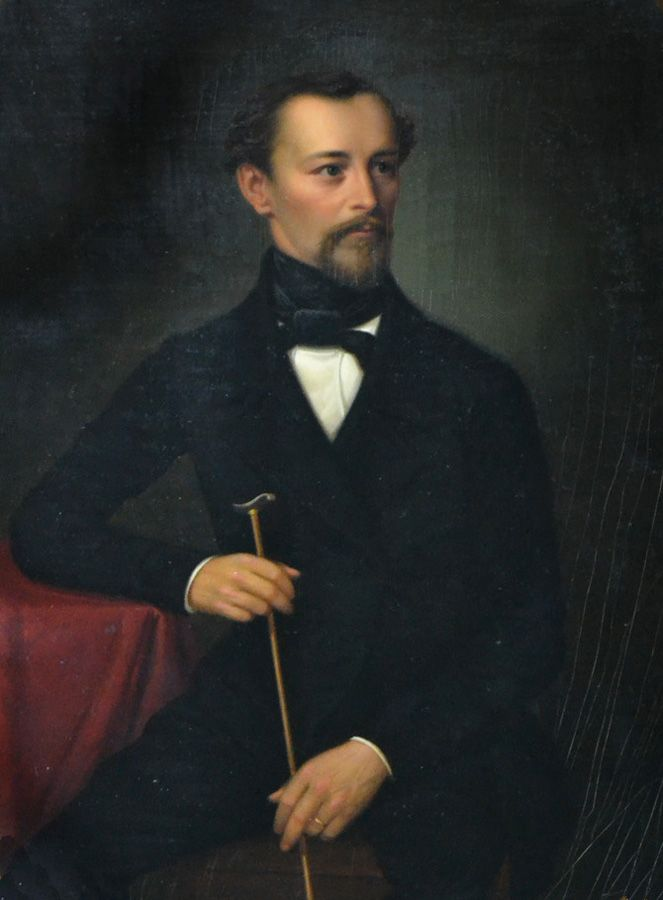
Friedrich Alexander Gontard, um 1840

Friedrich Alexander Gontard (* 13. Oktober 1810 in Frankfurt am Main; † 7. Mai 1849 in Leipzig) war ein deutscher Handelskaufmann und Rittergutsbesitzer.

## Leben
Friedrich Alexander Gontard entstammte einer Frankfurter Hugenottenfamilie namens Gontard. Zu Beginn der 1830er Jahre ging er nach Leipzig und etablierte sich im Seidenhandel. 1833 heiratete er Pauline Eugenie Lutteroth (1812–1902). Nach der Eheschließung führte Gontard den Doppelnahmen Gontard-Lutteroth. Das Ehepaar hatte fünf Söhne und eine Tochter.
Gontard-Lutteroth wurde 1834 Handelskonsul der Freien Reichsstadt Frankfurt und des Großherzogtums Baden in Leipzig. Er war Hauptmann der Leipziger Kommunalgarde und Sekretär der Gewandhaus-Ballgesellschaft.

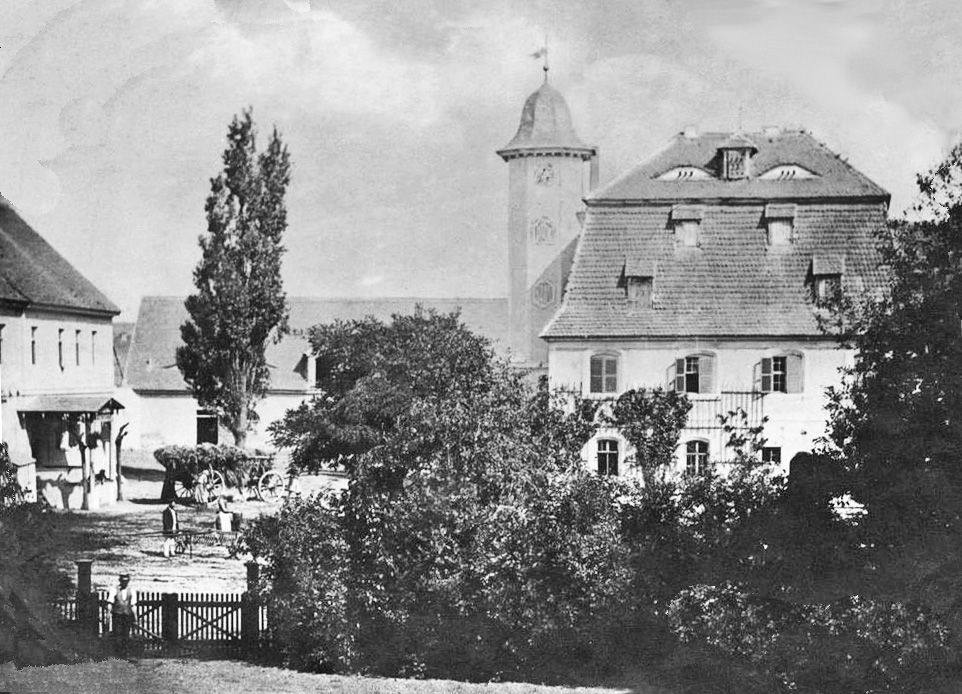
Rittergut Mockau, um 1860

1839 kaufte er das Rittergut in Mockau, damals ein Dorf nördlich von Leipzig. Das Gut blieb in Familienbesitz bis 1912. Dann kaufte es die Stadt Leipzig, um auf den zugehörigen Feldern den Flughafen Leipzig-Mockau zu errichten.
Gontard-Lutteroth gewährte dem Gemeinderat von Mockau mehrmals zinslose Kredite für dringende gemeinnützige Projekte. Für seine Angestellten gründete er eine sogenannte „Ersparniskasse“, deren Einlagen er mit 4 % verzinste.
Er nahm mit der Kommunalgarde an den Maikämpfen 1849 teil, wo er bei der Erstürmung einer Barrikade in der Grimmaischen Straße mit 38 Jahren ums Leben kam. Er war das einzige Opfer, das Leipzig im Barrikadenkampf zu beklagen hatte.

## Ehrung
1920 wurde der im Ortsteil Mockau-Süd gelegene Gontardweg nach der Familie Gontard benannt.